# Albocàsser

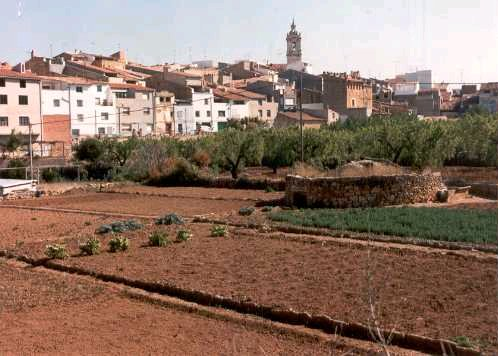
Cảnh quan.

Albocàsser là một đô thị trong tỉnh Castellón, Cộng đồng Valencia, Tây Ban Nha. Đô thị Albocàsser có diện tích 82,29 km², dân số theo điều tra năm 2010 của Viện thống kê quốc gia Tây Ban Nha là 1439 người. Đô thị Albocàsser nằm ở khu vực có độ cao 538 mét trên mực nước biển.